# Entero libre de cuadrados

Los enteros libres de cuadrados hasta 120, que quedan tras eliminar los múltiplos de los cuadrados de los primos menores que √120.

Un número entero n es libre de cuadrados si no existe un número primo p tal que p2 divide a n. Esto quiere decir que los factores primos de n son todos distintos, luego
{\displaystyle n=p_{1}p_{2}\cdots p_{k}=\prod _{i\in \{1,\cdots ,k\} \atop p{\text{ primo}}}p_{i}.}
De esta forma, 10=2·5 es libre de cuadrados, pero 20=22·5 no lo es, porque es divisible por un cuadrado. Los primeros enteros libres de cuadrados son:
1, 2, 3, 5, 6, 7, 10, 11, 13, 14, 15, 17, 19, 21, 22, 23, 26, 29, 30, 31, 33, 34, 35, 37, 38, 39, ... (sucesión A005117 en OEIS)
Alternativamente, si el número a al expresarlo como producto de factores primos, todos ellos tienen exponente 1, se dice que a es entero exento de cuadrados.

## Función generadora de Dirichlet
Si q(n)=1, donde n es un entero que no contiene ningún cuadrado en su factorización y q(n)=0 donde n contiene uno o más cuadrados en su factorización, la función q(n) viene definida como {\displaystyle q(n)=|\mu (n)|}, siendo μ(n) la función de Möbius. Entonces, la función generadora de Dirichlet para los enteros libres de cuadrados es
{\displaystyle \sum _{n=1}^{\infty }{\frac {q(n)}{n^{s}}}=\sum _{n=1}^{\infty }{\frac {|\mu (n)|}{n^{s}}}={\frac {\zeta (s)}{\zeta (2s)}}}
donde ζ(s) es la función zeta de Riemann. Esto puede ser visto fácilmente del producto de Euler
{\displaystyle {\frac {\zeta (s)}{\zeta (2s)}}=\prod _{p}{\frac {(1-p^{-2s})}{(1-p^{-s})}}=\prod _{p}(1+p^{-s}).}

## Distribución de los números libres de cuadrados
Si Q(x) indica el número de números libres de cuadrados menores o iguales que x, entonces
{\displaystyle Q(x)={\frac {6x}{\pi ^{2}}}+O({\sqrt {x}})}
(véase π).

La densidad de los números libres de cuadrados es, por tanto,
{\displaystyle \lim _{x\to \infty }{\frac {Q(x)}{x}}={\frac {6}{\pi ^{2}}}}